# Il matto di piazza della Libertà
(Hassan Blasim, Il matto di piazza della Libertà, 2009)
Il matto di piazza della Libertà (Majnun sahat al-hurriyya) è la prima opera completa del regista e scrittore iracheno Hassan Blasim. Suo libro d'esordio, è una raccolta di racconti pubblicati originariamente sul blog dell'autore e successivamente tradotti in inglese e pubblicati dalla casa editrice Comma Press, Manchester, nel novembre del 2009 col titolo The Madman of Freedom Square (Trad. di Jonathan Wright). L'opera racconta l'estremismo islamico e l'invasione dell'Iraq con uno stile surreale, grottesco e ironico, delinea un genere umano che ha perso l'innocenza, che è stato privato della sua dignità e della sua umanità, sprofondando nella violenza e nella follia, oltre ogni limite e oltre ogni immaginazione. Le macabre storie che compongo il libro raccontano l'umanità ferita e sgretolata, attraverso immagini forti e scioccanti, ai limiti del pulp. Il tema della follia, riproposto in vari modi, è il filo conduttore che lega tra loro i tredici racconti che compongono la raccolta, ambientati nell'Iraq dopo la caduta di Saddam, nell'Europa degli immigrati e dei neonazisti e nella Finlandia dove l'autore ha trovato rifugio nel 2004, dopo essere fuggito dall'Iraq.

## Il tema della migrazione
Hassan Blasim racconta la crisi irachena, ma anche, o forse soprattutto, il lato oscuro della migrazione, clandestina e non, e le difficoltà di integrazione che gli immigrati incontrano in un'Europa sempre meno aperta e accogliente nei confronti degli “altri”, degli “stranieri”. E lo fa attraverso i suoi racconti macabri e surreali e la sua prosa potente, diretta, caustica e raggelante al tempo stesso. Ben sette dei tredici racconti che compongono la raccolta affrontano il tema della migrazione, seppur in modi diversi. La penna di Blasim, sempre lucida e velatamente beffarda, non risparmia nessuno. I «trafficanti di vite che dall'Oriente portano bestiame umano nei campi dell'Occidente» sono avvoltoi senza scrupoli, mentre i migranti sono personaggi profondamente segnati dalle atroci esperienze vissute, e spesso affetti da disturbi psichiatrici e incapaci di integrarsi nel Paese ospite. Lasciarsi alle spalle una nazione come l'Iraq, devastata da anni di guerre e faide intestine, è quasi sempre un percorso traumatico, che l'autore racconta con spietato cinismo, fornendo così una prospettiva piuttosto inedita sui “viaggi della speranza”.

## Racconti
1. L'archivio e la realtà
La raccolta è aperta con il racconto “L'archivio e la realtà”. È la storia di un richiedente asilo iracheno che narra di fronte a una commissione la storia che l'ha portato a chiedere rifugio presso un paese nordico. Le avventure narrate dal profugo sono inverosimili. Dice di essere stato rapito e venduto da un gruppo all'altro di guerrieri e malviventi di vari genere che ad ogni volta lo presentavano al mondo con una personalità diversa.
Nella città svedese di Malmö, al centro di accoglienza per richiedenti asilo umanitario (dove “ciascun ospite ha due storie: una reale e un'altra per l'archivio”), un nuovo rifugiato iracheno racconta la sua storia durante il colloquio per la richiesta d'asilo. Il narratore gli cede la parola e lui racconta in prima persona quel che gli è accaduto a Baghdad, nel 2006.
2. Il camion per Berlino
Storia di trentacinque giovani iracheni che tentano di emigrare clandestinamente in Europa nascondendosi all'interno di un camion. Splendido racconto horror, efficace metafora della malvagità umana. I “trafficanti di vite umane” sono avvoltoi senza scrupoli.
3. Un giornale militare
Come si legge all'inizio, questo racconto è dedicato “alle vittime della guerra Iran – Iraq (1980 – 1988)”. Un cadavere viene prelevato dall'obitorio, portato in un giardino pubblico e messo a sedere, nudo, su una panchina. Gli sistemano la testa sul collo, poi lo zombi comincia a parlare, rivolgendosi a un misterioso giudice, che chiama “Vostro Onore”, e raccontando la sua incredibile storia.
4. La vergine e il soldato
Un cadavere è stato rinvenuto in condizioni pessime: ha tre dita mozzate, una bottiglia d'alcol conficcata nell'ano e varie ferite che sembrano inferte da lupi, piuttosto che da esseri umani. Il cadavere appartiene a Hamid al-Sayyid, un uomo che era stato scarcerato nel 2003, quando, poco prima della caduta di Baghdad, le carceri vennero svuotate. Hamid era finito in prigione dieci anni prima, quando si era trovato al centro di una macabra storia.
5. La valigia di Alì
Ambientato in un centro d'accoglienza in Italia in cui si scatenano frequenti risse tra gli “ospiti” di varie nazionalità, il racconto ha per protagonista il giovane iracheno Alì, che vuole raggiungere il nord Europa e porta tutto ciò che possiede al mondo dentro una misteriosa valigia nera che custodisce gelosamente. Il narratore, anch'egli iracheno, che ha conosciuto Alì nel centro di accoglienza, racconta la storia del ragazzo, che in quella valigia – scopriremo dopo – custodisce le ossa della madre, che vuol seppellire in un altro paese, lontano dall'odiata famiglia e dall'odiato Iraq. Alì una notte ha dissotterrato il cadavere della madre, vittima di continui maltrattamenti da parte del padre e dei sette fratelli maggiori di Alì.
6. Il matto di piazza della Libertà
Cinica e ambigua parabola (metafora dell'occupazione). Due giovani uomini biondi sono misteriosamente comparsi in un povero quartiere, chiamato il Rione delle Tenebre. Grazie alla loro benefica presenza, le condizioni di vita nel quartiere migliorano decisamente: elettricità, acqua corrente, strade asfaltate, ospedali e scuole fanno ingresso nel quartiere disagiato. L'umore della gente cambia e tutti
diventano più gentili e coltivano fiori che espongono in balcone, perché i due Biondi possano sentirne il profumo (il quartiere ha infatti cambiato nome e adesso si chiama Rione dei Fiori). La gente crede i Biondi degli angeli, tanto che i due giovani diventano oggetto di venerazione da parte di tutti. “Il miracolo più grande era stato la caduta della monarchia e il colpo di stato che vide degli eroici generali godere dell'appoggio del popolo”. Ma la felicità svanì dal quartiere proprio il giorno dopo il colpo di stato militare, quando i due Biondi, inaspettatamente, non si fecero più vedere nel rione.
7. Gli incubi di Carlos Fuentes
Salim Abdel Hussein a Baghdad lavorava per la nettezza urbana con l'incarico di ripulire i luoghi delle esplosioni. Era un lavoro difficile, e spesso tra le macerie si trovavano brandelli di cadaveri, che venivano messi dentro dei sacchi di plastica. Stufo di quel lavoro e di quella miseria, Salim ha lasciato l'Iraq e si è trasferito in Olanda. Al momento della richiesta d'asilo, gli impiegati gli hanno chiesto se voleva cambiare nome. Un cugino che vive in Francia gli dice che coi tempi che corrono in effetti può essere un problema avere un nome arabo in Europa. Gli consiglia di scegliere un nome spagnolo, in modo da potersi spacciare per sudamericano, e gli suggerisce il nome Carlos Fuentes.
8. La mostra di cadaveri
In Iraq un misterioso collettivo ha fatto dell'omicidio una forma d'arte sperimentale. Gli “artisti”, dopo aver ucciso le vittime, espongono i cadaveri in installazioni artistiche in giro per la città. Non c'è limite alla fantasia macabra di questi artisti, con nomi in codice, nell'esporre i cadaveri per le vie del paese. Paese che si presta perfettamente alle esigenze di quel singolare movimento artistico. A questo proposito, uno dei responsabili dice al protagonista: “Devi capire che questo paese offre una delle più rare opportunità del secolo e che il nostro lavoro potrebbe non durare a lungo. Quando la situazione si stabilizzerà, dovremo trasferirci in un altro paese. Ma sta' tranquillo, i candidati non mancano!”
9. La cattiva abitudine di spogliarsi
Un uomo iracheno che vive in Europa, emarginato e solo, torna a casa ubriaco una sera, dopo il solito giro per i bar della città, e come al solito si spoglia prima di andare in bagno. Nel salotto di casa però c'è un lupo…
10. Il mercato delle storie
In più d'una recensione questo racconto è stato indicato come uno tra i più belli della raccolta. È ambientato nell'Iraq post 2003, e il protagonista è uno scrittore che ama ambientare i suoi racconti nel mercato del suo quartiere. Il racconto consiste in un incubo del protagonista che si vede saltare in aria, il corpo sbrindellato, proprio in quel mercato, a seguito di un'esplosione di un camion imbottito di tritolo. Il lettore scopre solo alla fine che si trattava di un sogno.
11. Il compositore
Altro splendido racconto ambientato in Iraq. Il protagonista racconta la storia di suo padre, famoso e acclamato compositore di canzoni nazionaliste durante il regime di Saddam. Caduto in disgrazia, impazzisce e si mette a comporre canzoni ricche di bestemmie e blasfemie. Finirà con la testa mozzata e il corpo legato a un trattore e barbaramente trascinato per le vie della città di Kirkuk.
12. Lo scarabeo stercorario
Ambientato in Finlandia, è il monologo di un folle a colloquio con un medico. Tra le tante storie, racconta quella di un vedovo iracheno che, nei primi tempi dell'embargo, ha servito alle figlie del pesce avvelenato, per paura che perdessero l'onore, spinte a prostituirsi dalla fame.
13. Quell'infausto sorriso
Anche questo racconto è ambientato in Finlandia. Il protagonista, entrato inavvertitamente in un bar di neonazisti, beve la sua birra e poi si allontana in fretta, ma viene raggiunto nel parco in cui si era spostato e selvaggiamente picchiato da quattro giovani neonazi.

## Critica
Questo libro ha ricevuto molte recensioni positive:
- «Posso invece consigliarvi il libro – tradotto in italiano da Barbara Teresi – che è davvero un capolavoro di letteratura dell'orrore contemporaneo o meglio una galleria di Weird tales, come la chiamerebbero gli americani: situazioni reali, o verosimili farcite con accadimenti macabri.»[9]
- «Forse il miglior scrittore vivente di narrativa araba. [...] Duro, intelligente, insistente in ogni parola.»[10]
- «Frizzante e scioccante… Troppo febbrile e macabro per essere un reportage, questo crudele, divertente e inquietante esordio ha colpi di scena che atterriranno ogni mente.»[11]
- «Blasim declina l'orrore quotidiano in qualcosa di quasi gotico... il suo gusto per il surreale potrebbe essere quello di Gogol.»[12]
- «Blasim si muove abilmente tra surreale, intimi stati d'animo e i commenti ironici all'estremismo islamico e l'invasione americana... eccellente.»[13]
- «La macchina delle notizie ha spostato la sua attenzione verso l'Afghanistan, e gli iracheni sono lasciati a sé stessi. I racconti di Blasim ci ricordano che tutto può ancora accadere lì. La storia dell'Iraq deve ancora essere raccontata, e abbiamo bisogno di voci come la sua per raccontarla.»[14]

## Edizioni
- Hassan Blasim, Madman of Freedom Square, traduzione dall'arabo di Jonathan Wright, Comma Press, Manchester, 2009,  pp. 96 pp, ISBN 978-1-905583-25-6.
- Hassan Blasim, Il matto di piazza della Libertà, traduzione dall'arabo di Barbara Teresi, collana Altriarabi (n. 8), il Sirente, Fagnano Alto, 2012,  pp. 160 pp, ISBN 978-88-87847-36-9.
- Hassan Blasim, Vapaudenaukion mielipuoli, traduzione dall'arabo di Sampsa Peltonen, Werner Söderström Corporation, Helsinki, 2012, ISBN 978-951-0-37446-7.
- Hassan Blasim, The Corpse Exhibition, Penguin Books, Londra, 2013.